# Ivoorkust op de Olympische Zomerspelen 1996
Ivoorkust nam deel aan de Olympische Zomerspelen 1996 in Atlanta, Verenigde Staten.

## Deelnemers

### Atletiek
| Olympiër                                                  | Discipline | Resultaat | Prestatie                                          |
| --------------------------------------------------------- | ---------- | --------- | -------------------------------------------------- |
| Ahmed Douhou                                              | 100m (m)   | 55e       | serie 9: 5de in 10,53                              |
| Jean-Olivier Zirignon                                     | 100m (m)   | 106e      | serie 7: 9de in 22,69                              |
| Franck Waota                                              | 200m (m)   | 36e       | serie 4: 4de in 20,78 kwartfinale 3: 8ste in 21,14 |
| Franck Waota Ahmed Douhou Eric Pacome N'Dri Ibrahim Meité | 4x100m (m) | 11e       | 38,99                                              |

### Kanovaren
| Olympiër       | Discipline    | Resultaat | Prestatie                                               |
| -------------- | ------------- | --------- | ------------------------------------------------------- |
| Koutoua Abia   | K-1 500m (m)  | 25e       | serie 2: 9de in 1.55,208 herkansingen: 8ste in 1.53,432 |
| Miezan Edoukou | K-1 1000m (m) | 25e       | serie 3: 8ste in 4.31,680 herkansingen: 7de in 4.44,155 |

### Judo
| Olympiër            | Discipline | Resultaat | Prestatie                                                |
| ------------------- | ---------- | --------- | -------------------------------------------------------- |
| David Kouassi       | -71kg (m)  | 13e       | 1ste ronde: V van KOR Kwak herkansingen: V van IRI Ghomi |
|                     |            |           |                                                          |
| Marguerita Goua Lou | +72kg (m)  | 14e       | 1ste ronde: vrij 2de ronde: V van HUN Granicz            |

### Tennis
| Olympiër                       | Discipline     | Resultaat | Prestatie                                                                                 |
| ------------------------------ | -------------- | --------- | ----------------------------------------------------------------------------------------- |
| Claude N'Goran Clement N'Goran | dubbelspel (m) | 9e        | 1ste ronde: W van TPE Chen/Lien: 6-2, 6-2 2de ronde: V van NED Eltingh/Haarhuis: 4-6, 4-6 |

Afghanistan · Albanië · Algerije · Amerikaanse Maagdeneilanden · Amerikaans-Samoa · Andorra · Angola · Antigua‑Barbuda · Argentinië · Armenië · Aruba · Australië · Azerbeidzjan · Bahama's · Bahrein · Bangladesh · Barbados · België · Belize · Benin · Bermuda · Bhutan · Bolivia · Bosnië en Herzegovina · Botswana · Brazilië · Britse Maagdeneilanden · Brunei · Bulgarije · Burkina Faso · Burundi · Cambodja · Canada · Centraal-Afrikaanse Republiek · Chili · China · Chinees Taipei · Colombia · Comoren · Congo-Brazzaville · Cookeilanden · Costa Rica · Cuba · Cyprus · Denemarken · Djibouti · Dominica · Dominicaanse Republiek · Duitsland · Ecuador · Egypte · El Salvador · Equatoriaal-Guinea · Estland · Ethiopië · Fiji · Filipijnen · Finland · Frankrijk · Gabon · Gambia · Georgië · Ghana · Grenada · Griekenland · Groot-Brittannië · Guam · Guatemala · Guinee · Guinee-Bissau · Guyana · Haïti · Honduras · Hongarije · Hongkong · Ierland · IJsland · India · Indonesië · Irak · Iran · Israël · Italië · Ivoorkust · Jamaica · Japan · Jemen · Joegoslavië · Jordanië · Kaaimaneilanden · Kaapverdië · Kameroen · Kazachstan · Kenia · Kirgizië · Koeweit · Kroatië · Laos · Lesotho · Letland · Libanon · Liberia · Libië · Liechtenstein · Litouwen · Luxemburg ·  Macedonië · Madagaskar · Malawi · Malediven · Maleisië · Mali · Malta · Marokko · Mauritanië · Mauritius · Mexico · Moldavië · Monaco · Mongolië · Mozambique · Myanmar · Namibië · Nauru · Nederland · Nederlandse Antillen · Nepal · Nicaragua · Nieuw-Zeeland · Niger · Nigeria · Noord-Korea · Noorwegen · Oeganda · Oekraïne · Oezbekistan · Oman · Oostenrijk · Pakistan · Palestina · Panama · Papoea-Nieuw-Guinea · Paraguay · Peru · Polen · Portugal · Puerto Rico · Qatar · Roemenië · Rusland · Rwanda · Saint Kitts en Nevis · Saint Lucia · Saint Vincent en Grenadines · Salomonseilanden · Samoa · San Marino · Sao Tomé en Principe · Saoedi-Arabië · Senegal · Seychellen · Sierra Leone · Singapore · Slovenië · Slowakije · Soedan · Somalië · Spanje · Sri Lanka · Suriname · Swaziland · Syrië · Tadzjikistan · Tanzania · Thailand · Togo · Tonga · Trinidad en Tobago · Tsjaad · Tsjechië · Tunesië · Turkije · Turkmenistan · Uruguay · Vanuatu · Venezuela · Verenigde Arabische Emiraten · Verenigde Staten · Vietnam · Wit-Rusland · Zaïre · Zambia · Zimbabwe · Zuid-Afrika · Zuid-Korea · Zweden · Zwitserland